# Andréi Vlásov
Andréi Andréyevich Vlásov (en ruso: Андрей Андреевич Власов, también transcrito como Vlasov, Vlassov o Wlassow; 14 de septiembre de 1900 - 2 de agosto de 1946) fue un general soviético del Ejército Rojo que, después de ser capturado tras el sitio a Leningrado, desertó para colaborar con la Alemania nazi durante la Segunda Guerra Mundial.

## Inicios
Nació en Lomákino, Óblast de Nizhni Nóvgorod, Vlásov estudió inicialmente en un seminario, pero renunció durante la Revolución rusa y en 1919 se unió al Ejército Rojo, sirviendo en Ucrania, el Cáucaso y Crimea. Fue ascendido varias veces, subiendo rápidamente en cargos dentro del ejército. En 1930 se unió al Partido Comunista de la Unión Soviética y pronto se ganó la confianza de varios jefes militares, incluyendo a Stalin.
Fue enviado a China como asesor militar del gobierno de Chiang Kai-Shek entre 1938 y 1939, quién le concedió la Orden del Dragón Dorado (algunas fuentes la llaman de la Luna Blanca) por sus servicios.
Cuando estalló la Gran Guerra Patria contra Alemania, Vlásov destacó primero en la reconquista de Przemyśl, luego en la ordenada retirada en Lvov, más tarde en la defensa de la capital de Ucrania, Kiev y finalmente en la defensa de Moscú en el sector de Solnechnogorsk. Descrito como "carismático", muy querido por sus tropas al mando, obtuvo importantes logros militares y fue unos de los generales favoritos de Stalin. No fue sorpresa que recibiera la Orden de Lenin y la Medalla por la defensa de Kiev. Para intentar romper el Sitio de Leningrado Vlásov fue puesto al frente del 2.º Ejército de Choque en el Frente del Vóljov, intentando cortar el cerco a Leningrado, en la llamada Ofensiva de Liubán (enero-febrero de 1942). La operación, que incluía seis ejércitos combinados, un cuerpo aéreo y tres cuerpos acorazados, falló en otros frentes y el 2.º Ejército de Choque fue rodeado y destruido en junio de 1942.

## Deserción y colaboración
Estando cercado por las fuerzas alemanas en Leningrado, Stalin envió un avión para rescatarlo del cerco, a lo que Vlásov se negó. Luego se le perdió el rastro. Después de iniciado el cerco sobre los soviéticos en esa ciudad, la Wehrmacht, a través del jefe de inteligencia del cuartel general del 38.º ejército, designó al capitán von Schwerdtner con la misión especial de capturar vivo al general huidizo. 
Vlásov se introdujo con un grupo de cuarenta personas en territorio ocupado por los alemanes y diez días después, el 12 de julio de 1942, fue denunciado por un campesino al que le habían pedido comida y fue atrapado por los alemanes en una granja cerca de Tyhovezhi. Al rendirse exclamó: "¡No disparen! Soy el general Vlásov y mi gente está desarmada". Fue llevado inmediatamente ante el general Lindemann, y después enviado a un campo de concentración de altos oficiales, en Ucrania, en la localidad de Vínnitsa donde fue bien tratado. Allí fue donde los oficiales de la Wehrmacht se dieron cuenta de que estaba en desacuerdo con la política de Stalin y expresó su deseo de desertar. En el campo lo abordó el capitán Wilfried Strik-Strikfeldt, un alemán del Báltico que había participado del lado de los "Blancos" en la Guerra civil rusa, quien lo convenció de formar parte del Movimiento de Liberación de Rusia (Русское Освободительное Движение). Junto con el teniente coronel Vladímir Boyarski, Vlásov escribió un memorándum a las autoridades alemanas sugiriendo una estrecha cooperación entre los rusos antiestalinistas y las fuerzas de ocupación alemanas. 

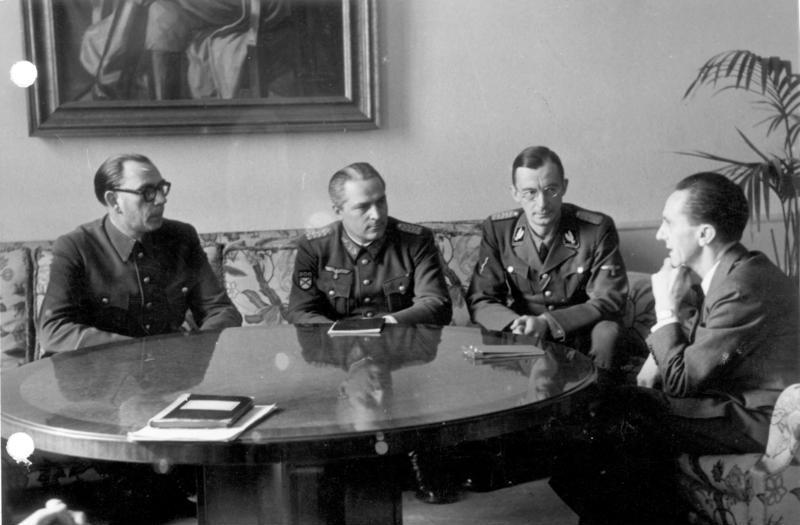
Vlásov junto a Joseph Goebbels en Berlín (febrero de 1945)

El impacto del memorándum fue tal que Vlásov viajó a Berlín bajo la protección del departamento de propaganda de la Wehrmacht bajo las directivas del Ministerio de Propaganda de Joseph Goebbels. 
Junto con otros oficiales antiestalinistas comenzaron a diseñar el plan de la creación de un gobierno provisional ruso para después de la derrota de la URSS y el reclutamiento entre los prisioneros soviéticos de soldados para un futuro ejército ruso de liberación, que estaría bajo su mando.

## Creación del Ejército Ruso de Liberación (ROA)

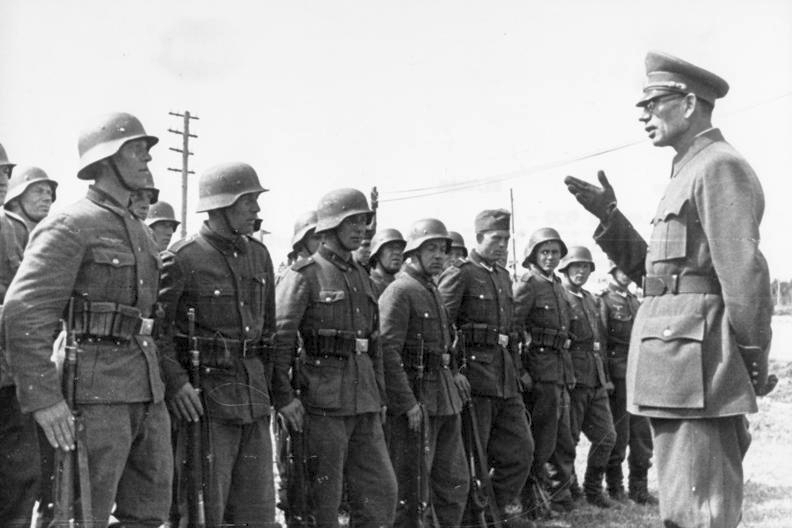
Vlásov instruyendo a soldados del ROA en 1944

Al darse cuenta de la buena propaganda que generaría la noticia de un general soviético con el carisma de Vlásov cambiando de bando, los alemanes, en especial Himmler lo persuadieron de liderar el llamado Ejército Ruso de Liberación o ROA (Rússkaya Osvobodítelnaya Ármiya) y le ofrecieron un puesto en un posible gobierno provisional ruso. Vlásov fue convencido de que los alemanes solo querían eliminar el bolchevismo en Rusia y establecer un gobierno democrático independiente después que el Ejército Rojo fuera derrotado.
Otros oficiales rusos se unieron al ROA, cuyo objetivo principal, varios prisioneros de guerra se unieron al ROA, además, miles de panfletos escritos por Vlásov fueron arrojados sobre el frente, motivando que un número considerable de soldados soviéticos cambiara de bando.  El estimado era de 1,5 millones de soldados entre desertores y prisioneros soviéticos en los campos de concentración.
Por supuesto, las autoridades hitlerianas nunca pensaron en armar a los soviéticos y permitirles organizarse, ni mucho menos estar en los puntos claves del frente. El ROA existía sólo en la propaganda y para la propaganda con el fin de enviar un potente mensaje de deserción al bando enemigo; de hecho, los soldados soviéticos voluntarios fueron integrados a otros grupos de la Wehrmacht, aunque llevaban un parche que indicaba su afiliación al ROA; pero en el fondo se los consideraba hiwis (voluntarios auxiliares) y algunos miles fueron enviados de todos modos al frente en esa calidad. Fueron muy pocos los soldados que estuvieron bajo el mando de Vlásov. El mismo Vlásov usó un uniforme y gorra de oficial sin marcas ni rangos durante todo su período colaboracionista.
Vlásov no se adhirió jamás a las políticas antisemitas ni al ideario nazi de sus captores, ni en sus discursos de arenga estiló estas ideas: sus discursos solo estaban dirigidos contra Stalin. En su personal de oficiales, Vlásov ocultó a 9 judíos de las manos de las SS.
Cuando Hitler se enteró de las intenciones "democráticas " de Vlásov, ordenó que todos los soldados de la ROA fueran retirados del Frente Oriental y enviados a otros frentes menores. La idea de establecer una democracia en la Unión Soviética[cita requerida] (o la nueva Germania) no concordaba con el ideal nacional-socialista de enviar a los rusos al este de las Montañas Urales. Además, en un discurso de Vlásov, éste llamó a los alemanes como «invitados», refiriéndose a su presencia en suelo ruso.
En los últimos días de la guerra, la desesperación alemana de falta de soldados habilitados, permitió a Vlásov crear finalmente el ROA, formando una división, que sirvió en el río Oder. Para entonces las fuerzas de Vlasov obtenidas de la deserción y afiliación de rusos blancos voluntarios llegaban a más de 300.000 efectivos.

## Batalla de Praga
Dándose cuenta de que la guerra estaba perdida, el ROA de Vlásov volvió a cambiar de bando: participó a favor del levantamiento de Praga, ayudando a evitar que las SS aplastaran la revuelta. Además, entregaron información a los soviéticos, que fue útil para el desarrollo de la Batalla de Praga. De esta manera, grandes zonas de la ciudad fueron tomadas rápidamente por los soviéticos. Sin embargo, esta conducta de nada le valió a Vlásov y sus hombres: supo que apenas se los capturara iban a ser ejecutados sumariamente en el mismo lugar que se los detuviera por expresa orden de Stalin.
Al finalizar la batalla, y adivinando las intenciones de venganza soviéticas, Vlásov y sus hombres huyeron al oeste, e intentaron entregarse a los ejércitos anglo-estadounidense. Sin embargo, éstos no querían irritar a Stalin y les negaron el asilo; de hecho capturaron a muchos y los entregaron directamente a los soviéticos, siendo algunos ejecutados inmediatamente, ante la mirada indiferente de los aliados occidentales.
Liechtenstein fue el único gobierno que otorgó asilo a algunos cientos de soldados del ROA y les ayudó a escapar a Argentina.
Vlásov fue capturado por los estadounidenses, e inmediatamente enviado a Moscú, donde fue juzgado y sentenciado a muerte junto con otros 11 oficiales del ROA. El 2 de agosto de 1946 fue ahorcado.
Los soldados de Vlásov fueron enviados de vuelta a la URSS, donde muchos fueron ejecutados con ametralladoras al bajar del tren ipso facto. El resto fue enviado a campos de trabajo forzado del Gulag, donde miles murieron. Finalmente, el 17 de septiembre de 1955, el gobierno postestalinista perdonó a los 55.000 soldados del ROA que todavía permanecían vivos.

## Intento de rehabilitación
En 2001 se intentó rehabilitar el nombre de Andréi Vlásov, calificándolo como una víctima del período estalinista. Sin embargo, se dictaminó que Vlásov no cumplía con los requerimientos para rehabilitar su nombre y su caso fue cerrado.[cita requerida]